# 共同購入
共同購入(きょうどうこうにゅう)とは、値段を安くするために、ある商品に対して一定の期間内に購入を募り、その購入数が規定の枚数に達すると、取引（購入）が成立するサービス。中国の「団購」から由来するものである。

## 概要
購入申込者が規定の人数集まらなければ申し込み自体が無かったことになる。
インターネット上ではフラッシュマーケティングによるクーポンを共同購入するサービスなどがあり、共同購入型クーポンと呼ばれる。
或いは注文数が増えていくほど商品の価格が下がっていくサービスであり、ギャザリングとも呼ばれる。